# Eufemiusz (patriarcha Konstantynopola)
Eufemiusz, gr. Εύφήμιος (zm. 515) – patriarcha Konstantynopola w latach 490–496. 

## Życiorys
Został wygnany. Zmarł w 515 r. w Ancyrze. 